# Suzu
Suzu (Japans: 珠洲市, Suzu-shi) is een havenstad aan de Japanse Zee in de prefectuur Ishikawa in Japan. De oppervlakte van de stad is 247,19 km² en begin 2009 had de stad bijna 17.000 inwoners.
Suzu beslaat het noordoostelijke puntje van het schiereiland Noto en wordt aan drie kanten begrensd door de Japanse Zee. Delen van de stad liggen binnen de grenzen van het nationaal park Noto Hantō Quasi.

## Geschiedenis
Op 15 juli 1954 werd Suzu een stad (shi) na de samenvoeging van drie gemeentes en zes dorpen.
Op 1 januari 2024 werd Suzu getroffen door een grote aardbeving van 7,6 op de schaal van Richter, een minuut later gevolgd door een tsunami. Ten minste 99 mensen kwamen om het leven. Het merendeel van de gebouwen is beschadigd of ingestort.

## Verkeer
Suzu lag (tot 1 april 2005) aan de Noto-lijn van de Noto Spoorwegen.
Suzu ligt aan de autoweg 249.

## Bezienswaardigheden

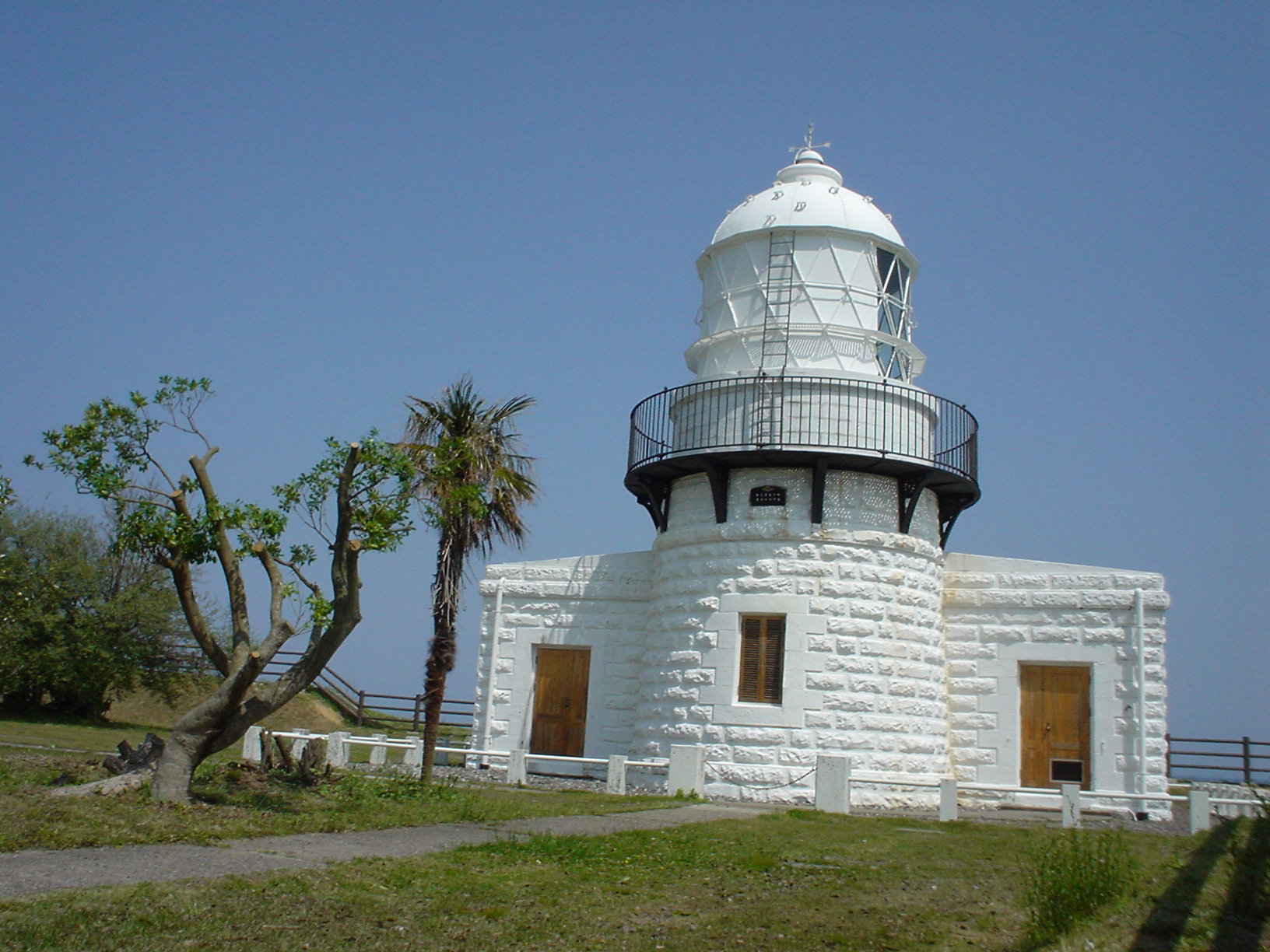
Rokkozaki-vuurtoren

- Rokkozaki-vuurtoren (禄剛崎灯台, Rokkozaki tōdai)

## Stedenbanden
Suzu heeft een stedenband met
- Pelotas, Brazilië

## Aangrenzende stad
- Wajima